# Exposition (rayonnement ionisant)

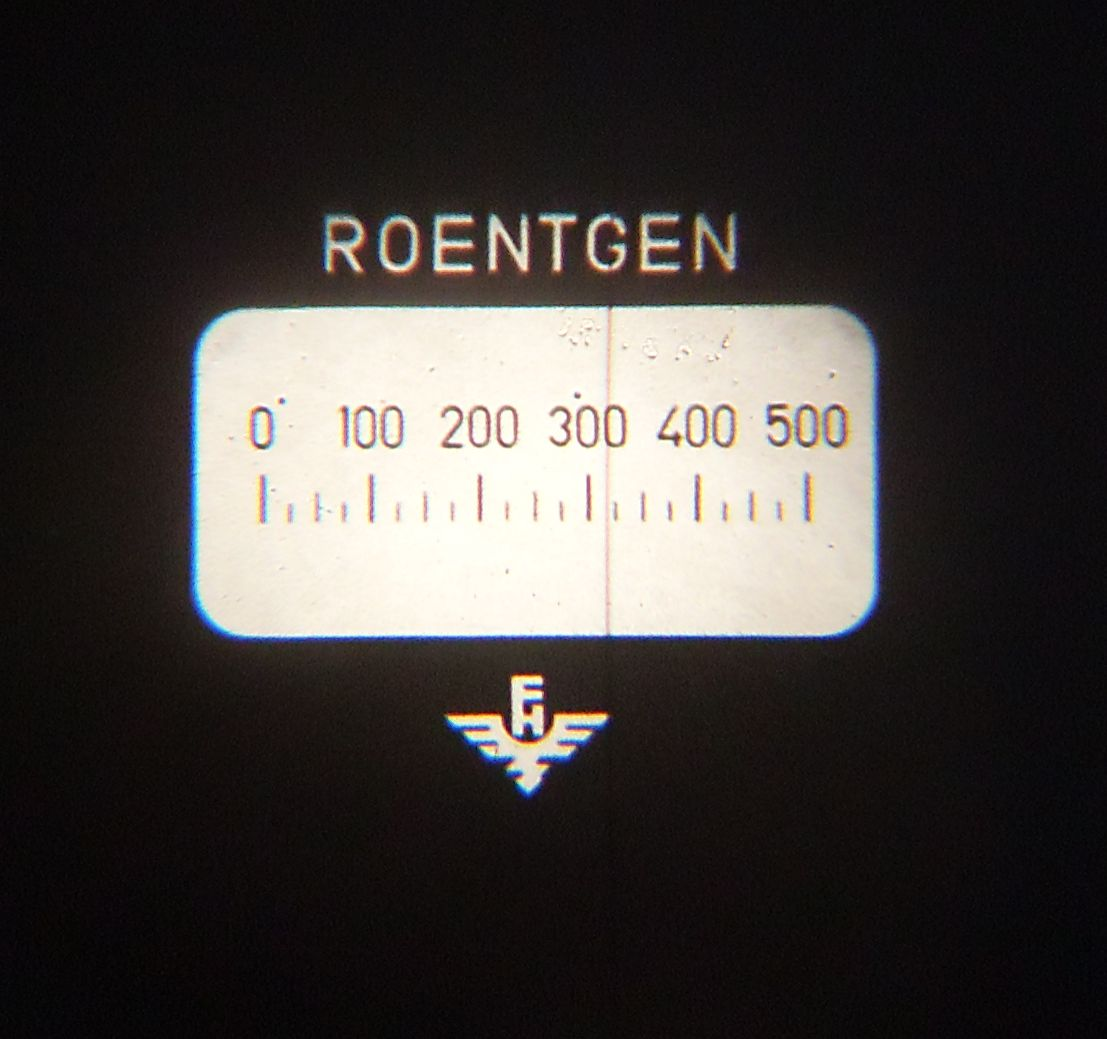
Dosimètre mesurant l'exposition en röntgens. Le dosimètre quantifie la charge électrique produite par les ions par unité de masse.

Pour les articles homonymes, voir Exposition.
L'exposition est une grandeur qui quantifie, dans milieu rempli d'air soumis à un flux de rayonnements ionisants X ou gamma, la charge électrique produite par les ions de même signe créés par unité de masse. Elle repose sur le postulat approximatif selon lequel les particules secondaires produites par le faisceau de photons dans un élément de masse d'air, déposent toute leur énergie cinétique dans ce même élément. Comme pour le kerma, il est également possible de parler d'exposition dans un milieu autre que l'air par exemple l'eau.
Jusqu'aux années 1950, l'exposition constitue la principale grandeur physique permettant de quantifier l'interaction d'un flux de photons. Mais les ionisations dues aux processus radiatifs des particules secondaires ne sont pas prises en compte dans l'exposition, contrairement au kerma. Cela amène à une erreur pour des mesures d'exposition à des photons de haute énergie, où la part des processus radiatifs est plus importante. Inadaptée à la mesure pratique des rayonnements particulaires et des rayonnements de photons d'énergie supérieure à 3 MeV, on lui préfère aujourd'hui la grandeur de dose absorbée.
L'exposition est initialement exprimée en röntgens (R), l'unité proposée par le Comité international des unités de rayons X au Congrès de 1928. Dans le Système international, l'exposition s'exprime en coulombs par kilogramme, avec 1 R = 0,258 mC/kg.

## Définition
Dans sa formulation moderne l'exposition (notée X) est le quotient de ΔQ par Δm où :
- Δm est la masse d'un élément de volume d'air soumis à un faisceau de rayons X ou gamma ;
- ΔQ est la somme des charges électriques de tous les ions de même signe libérés dans cet élément de volume d'air.

La mesure doit être effectuée dans des conditions telles que tous les électrons libérés directement par les photons dans cet élément de volume d'air sont complètement arrêtés par sa masse.
On a alors : {\displaystyle X={\frac {\Delta Q}{\Delta m}}}.

## Historique
La découverte des rayons X par Wilhelm Röntgen en 1895 donne naissance à la radiologie puis à la radiothérapie. Une fois passé l'enthousiasme initial, on découvre les dangers des rayonnements ionisants, et la question de la dose apparaît : comment faire pour mesurer une quantité de rayons X ? Comment faire pour en donner juste assez, ni trop, ni trop  peu ? Différents moyens (essentiellement chimiques) sont mis au point durant les années 1900 et 1910. On utilise également la dose érythémateuse, c'est-à-dire la quantité de rayons X nécessaires pour provoquer un érythème radio-induit.
Ces moyens, satisfaisants en radiologie, ne sont cependant pas assez précis pour la radiothérapie. À ce point commence la véritable histoire de la dose absorbée et de l'exposition :
| Année | Évolution | Mesure d’ionisation  | Mesure de dépôt d’énergie |
| ----- | --- | -------------------- | ------------------------- |
| 1928  | La mesure de l'ionisation dans l'air s'impose. Le Comité international des unités de rayons X définit le röntgen en tant qu'unité internationale de mesure de la quantité de rayons X. | quantité de rayons X |                           |
| 1937  | Le röntgen est redéfini sur différents points. Entre autres, la nouvelle définition utilise désormais le terme de dose comme un synonyme de quantité de radiation. | dose                 |                           |
| 1954  | Avec le développement de la physique nucléaire, la mesure de l'ionisation dans l'air est de plus en plus contestée. Le röntgen reste l'unité de mesure de la dose pour les rayons X et γ ; son usage est autorisé jusqu'à 3 MeV. On lui adjoint le rad, unité de mesure de la dose absorbée (densité massique de dépôt d'énergie). | dose                 | dose absorbée             |
| 1957  | L'ICRU prend note du problème de confusion entre dose (en röntgens) et dose absorbée (en rads). Elle recommande que les mesures exprimées en röntgens soient désormais dénommées doses d'exposition. | dose d'exposition    | dose absorbée             |
| 1962  | La mesure d'ionisation dans l'air perd le titre de dose et acquiert son nom moderne : l'exposition. | exposition           | dose absorbée             |